# Rexhep Meidani
Rexhep Meidani, albanski politik, * 17. avgust 1944, Elbasan, Albanija.
Meidani je bil predsednik Albanije med letoma 1997 in 2002.